# Chrysobothris octocola
Chrysobothris octocola är en skalbaggsart som beskrevs av Leconte 1858. Chrysobothris octocola ingår i släktet Chrysobothris och familjen praktbaggar. Inga underarter finns listade i Catalogue of Life.